# قائمة الاغتيالات في إفريقيا
هذه قائمة الاشخاص الذين تعرضوا للاغتيال أو للقتل في أفريقيا لأسباب سياسية. 
|  |

## أنغولا
- جيرمياس تشيتوندا (أغتيل 1992)، نائب رئيس جبهة يونيتا.
- إلياس سالوبيتو بينا (أغتيل 1992)، كبير مستشاري جبهة يونيتا.

## بوركينا فاسو
- رئيس بوركينا فاسو، توماس سانكارا (1949 - 1987) في 15 أكتوبر 1987 في عملية اغتيال منظمة من قبل بليز كومباوري .
- نوربرت زونغو صحفي اغتيل في 13 ديسمبر 1998.

## بوروندي
- لويس رواغاسو، (1961)، رئيس وزراء بوروندي.
- بيير نجنداندوموي، (15 يناير 1965)، رئيس وزراء بوروندي.
- جوزيف بامينا، (1965)، رئيس وزراء بوروندي.
- ملكيور ندادي (1953 - 1993) أول رئيس منتخب لبوروندي بعد 4 أشهر من انتخابه رئيسا وكان الاغتيال على يد عسكريين من التوتسي وكان الاغتيال الشرارة التي أشعلت الحرب الأهلية البوروندية من 1993 حتى عام 2005 .
- اغتيال ملكيور ندادي (1953 - 1993) أول رئيس منتخب لبوروندي بعد 4 أشهر من انتخابه رئيسا وكان الاغتيال على يد عسكريين من التوتسي وكان الاغتيال الشرارة التي أشعلت الحرب الأهلية في بوروندي من 1993 إلى 2005 .
- سايبرين نتاياميرا، (6 أبريل 1994)، رئيس جمهورية بوروندي، اسقطت الطائرة التي كانت تقله مع الرئيس الرواندي.
- كاسي مانلان، (2001)، ممثل منظمة الصحة العالمية في بوروندي.

## توغو
- سيلفانوس اولمبيو،13 يناير (1963)، أول رئيس لتوغو بعد الاستقلال، في انقلاب عسكري بقيادة غناسينغبي اياديما.

## تشاد
- رئيس تشاد، فرانكويس تومبالبي (1918 - 1975) في 13 ابريل 1975 في انقلاب عسكري نتيجة لسلسلة من الاعتقالات التي قام بها الرئيس لقيادات بارزة في الجيش.[1]

## تونس
- مراد الثالث سنة 1702 على يد الداي إبراهيم الشريف
- فرحات حشاد سنة 1952 على يد تنظيم اليد الحمراء الاستعماري الفرنسي
- الهادي شاكر سنة 1953 على يد تنظيم اليد الحمراء الاستعماري الفرنسي
- صالح بن يوسف سنة 1961
- خليل الوزير («أبو جهاد»)، 16 أبريل 1988، القائد العسكري لمنظمة التحرير الفلسطينية، برصاص قوات الكوماندوز الإسرائيلية في تونس.
- صلاح خلف («أبو اياد»)، (1991)، نائب زعيم منظمة التحرير الفلسطينية قتل على يد أحد التبعين لابو نضال في تونس العاصمة، تونس.

## الجزائر
- هيمبسال (أغتيل سنة 117 ق.م) ـ شريك الحكم في نوميديا.
- فرانسوا دارلان (أغتيل سنة 1942) ـ أحد كبار مسئولي حكومة فيشي.
- محمد خميستي، وزير الخارجية الجزائري ـ أغتيل في 11 أبريل 1963.
- موريس اودان|موريس أودان (أغتيل 12 يونيو 1957) ـ عالم رياضيات ومناضل يساري فرنسي.
- مصطفى بويعلي قائد ومؤسس أول تنظيم جهادي في الجزائر «الحركة الأسلامية المسلحة» اغتيل في 1987.
- محمد بوضياف، أغتيل في 29 يونيو 1992، الرئيس الجزائري الأسبق.
- يوسف سبتي ـ شاعر (أغتيل 1993).
- قاصدي مرباح 1993, رئيس الوزراء السابق في الجزائر.
- عبد القادر علولة كاتب مسرحي جزائري اغتيل عام 1994.
- الشاب حسني مطرب جزائري أغتيل في 29 سبتمبر 1994.
- الوناس معطوب مغني أمازيغي جزائري من منطقة القبائل تم اغتياله في شهر يونيو من عام 1998.
- عبد القادر حشاني أحد مؤسسي وقادة جبهة الإنقاذ الإسلامية الجزائرية اغتيل عام 1999.

## جزر القمر
- علي صويلح (1978)، الرئيس السابق لجزر القمر في انقلاب عسكري.
- أحمد عبد الله عبد الرحمن (1919 - 1989) رئيس جزر القمر في 28 نوفمبر 1989 في انقلاب عسكري .

## الصومال
- عبد الرشيد علي شرماركي (1919 - 1969) رئيس الصومال في 15 أكتوبر 1969 على يد شرطي واعقب الاغتيال انقلاب عسكري إنتهى بوصول محمد سياد بري (1919 - 1995) للحكم.
- علي سعيد، قائد شرطة مقديشو، اغتيل في 2009.
- عمر حاشي آدم وزير الأمن في الحكومة الانتقالية الفدرالية للصومال اغتيل في 18 يونيو 2009 بتفجير انتحاري.

## غامبيا
- ديدا حيدرا، صحفي اغتيل في 16 ديسمبر 2004.

## غينيا بيساو
- بباتيستا تاغمي ناواي، رئيس اركان الجيش، اغتيل في 1 مارس 2009 في تفجير عبوة ناسفة.
- جواو برناردو فييرا، اغتيل في 2 مارس 2009، رئيس جمهورية غينيا بيساو، على يد عسكريين.
- باسيرو دابو الذي كان مرشحا للانتخابات الرئاسية في البلاد اغتيل في 5 يونيو 2009 على ايد افراد من الجيش.
- هيلدر بروينكا، وزير الدفاع السابق اغتيل في 5 يونيو 2009 على ايد افراد من الجيش.
- فوستينو فودوت ايمبالي رئيس الحكومة السابق اغتيل في 5 يونيو 2009 على ايد افراد من الجيش.

## الكونغو
- اغتيال ماريان نغوابي (1938 - 1977) رئيس جمهورية الكونغو في 18 مارس 1977 وكان نغوابي هو الرئيس الذي أعلن قيام أول دولة ماركسية أفريقية.

## الكونغو الديمقراطية
- باتريس لومومبا، 17 يناير 1961، رئيس الوزراء السابق للكونغو.
- موريس مبولو، 17 يناير 1961، وزير الشباب السابق، واحد انصار لومومبا.
- جوزيف أوكيتو، 17 يناير 1961 ، رئيس مجلس الشيوخ ونائب الرئيس لومومبا واحد انصاره.
- لوران ديزيريه كابيلا، 17 يناير 2001، ورئيس جمهورية الكونغو الديمقراطية، برصاص حارسه الشخصي.

## ليبيريا
- الرئيس وليم تولبرت برصاص أطلق عليه بانقلاب عسكري (إبريل 1980).
- صاموئيل دوي (1950 - 1990) رئيس ليبيريا في 9 سبتمبر 1990 انقلاب أطاح بحكمه وتم تصوير الاغتيال على شريط فيديو وإتسم حكمه بالدكتاتورية  نسخة محفوظة 15 مارس 2011 على موقع واي باك مشين..

## مدغشقر
- اغتيال ريتشارد راتسيماندرافا (1931 - 1975) في 11 فبراير 1975 الذي تولى منصب رئيس مدغشقر لمدة 6 أيام فقط.

## مصر
- بومبي قائد روماني عام 46 ق.م في الإسكندرية.
- الآمر بأحكام الله عام 1130.
- قطز قتله الظاهر بيبرس في 24 أكتوبر 1260.
- الأشرف صلاح الدين خليل بن قلاوون 1294 م.
- الجنرال كليبر 14 يونيو 1800.
- بطرس غالي رئيس وزراء مصري اغتيل في 1910.
- السير لي ستاك الحاكم العام للسودان اغتيل في 1924.
- أحمد ماهر باشا، رئيس وزراء مصر، اغتيل في 24 فبراير 1945.
- محمود فهمي النقراشي، رئيس وزراء مصري، اغتيل في 28 ديسمبر 1948.
- حسن البنا، (1949)، مؤسس جماعة الاخوان المسلمين.
- اغتيال أنور السادات (1918- 1981) الرئيس المصري الذي حكم بين 28 سبتمبر 1970- 6 أكتوبر 1981، اغتيل خلال عرض عسكري على يد أفراد من منظمة الجهاد الإسلامي.
- رفعت المحجوب سياسي مصري ورئيس سابق لمجلس الشعب المصري اغتيل في 12 أكتوبر 1990.
- فرج فودة، (1992)، سياسي ومفكر مصري.

## النيجر
- اغتيال إبراهيم باري (1949 - 1999) رئيس النيجر في 9 ابريل 1999 في انقلاب عسكري

## نيجيريا
- أحمدو بلو داعية إسلامي نيجري اغتيل في عام 1966.
- أبو بكر تفاوة بليوة أول رئيس وزراء فدرالي في نيجريا اغتيل في عام 1966.
- جونسون آغيلي إرونسي الرئيس العسكري لنيجريا اغتيل في عام 1966.
- صموئيل أكينتولا، سياسي نيجري اغتيل في 1966.
- اغتيال مورتالا محمد (1938 - 1976) رئيس نيجيريا في 13 فبراير 1976 في محاولة انقلاب فاشلة.
- ديلي جيوا صحفي نيجري اغتيل بطرد ملغوم 1986.

## وصلات خارجية
http://www.absoluteastronomy.com/topics/List_of_assassinated_people